# Тахтакупырский район
Тахтакупырский район (узб. Taxtakoʻpir tumani / Тахтакўпир тумани, каракалп. Taxtakópir rayonı / Тахтакөпир районы) — административная единица в Республике Каракалпакстан (Узбекистан). Административный центр — городской посёлок Тахтакупыр.

## История
Тахтакупырский район был образован в 1930 году. 4 марта 1959 года к Тахтакупырскому району был присоединён Караузякский район. 24 декабря 1962 года район был упразднён, а 29 декабря 1965 восстановлен.

## Административно-территориальное деление
По состоянию на 1 января 2011 года в состав района входят:
- Городской посёлок Тахтакупыр.
- 8 сельских сходов граждан:

1. Атакуль,
2. Белтау,
3. Жанадарья,
4. Караой,
5. Каратерен,
6. Коныраткол,
7. Мулик,
8. Тахтакупыр.

## Достопримечательности
Городище Курганча находится в 17 км к востоку от районного центра Республики Каракалпакстан — города Тахтакупыра.
Этот памятник известен также под названием «Кубланды кала», поскольку в народных преданиях он связывается с именем эпического героя Коблана. Городище Курганча расположено в пустынной местности. С севера, востока и запада оно окружено мощным песчаным массивом, закреплённым растительностью. С юга к памятнику вплотную примыкают заброшенные поля.

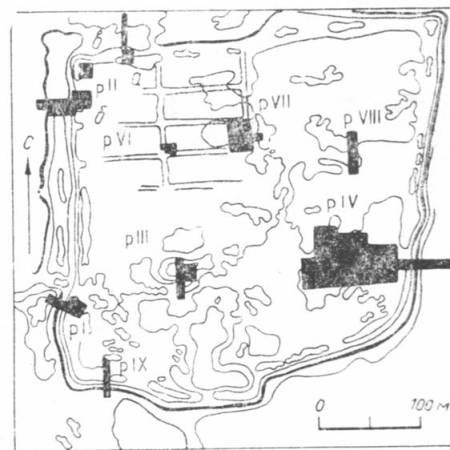
Курганча: Топографический план и схема расположения раскопов.

В 750—1000 м к северу от Курганчи в широтном направлении проходит прекрасно выраженное в рельефе сухое русло Каракуль, периодически затапливаемое сбросными водами.

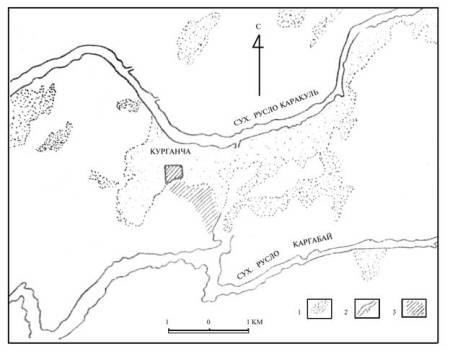
Окрестности поселения Курганча. Условные обозначения: 1 — песчаная гряда, 2 — сухие русла, 3 — россыпи фрагментов керамики и выходы развеваемых зольных слоёв.

В 2000 м к югу проходит ещё одно сухое русло Каргабай, оно также выдерживает общее широтное направление, но в рельефе выражено менее отчётливо, чем вышеупомянутое русло Каракуль. Оба русла входят в систему ныне высохших восточных протоков Приаральской дельты Амударьи.
Как показали проведённые в 1960 и 2007 годах маршрутные обследования всей системы сухих русел на восточном крае Приаральской дельты Амударьи, в вышеуказанную систему входят многочисленные сухие русла: Камышлы-Кандым-Узяк, Каракуль и более мелкие русла, соединяющие их — Каргабай, Сазсай, Лоузан и др.
Все эти русла густо поросли гребенщиком, причём в ряде мест гребенщик тянется узкой полосой, отмечающей сравнительно недавний урез вод. Берега русел, как правило, обрывисты, русла почти не развеяны. Все они входят в систему Куванышджарминского направления стока Приаральской дельты Амударьи.
Общая площадь городища — около 18 га. Городище представляется нам с очень интересной планировкой, так как общий комплекс поселения складывался постепенно, изменяя свою конфигурацию в каждый отдельный период существования.
История сложения и развития городища Курганча первоначально была запланирована под единой системой строительства, но со временем эта часть городища с регулярной планировкой была ограждена валом.
В результате огромная площадь внутренней части поселения остаётся не застроенной. В дальнейшем образовывается восточная часть, а в южной части появляется массив домов.
Но почти вся регулярная часть планировки городища, ограждённой валом, гибнет в результате большого пожара. Вследствие этого пожара, Курганча теряет облик единого комплекса. Этот же пожар отразился и на восточный части поселения.
Все события, связанные с пожарами и вся строительная история зафиксированы многолетними археологическими изучениями поселения Курганча, которые датируются VII — первой половиной VIII веков.
Но самым важным и интересным было открытие к югу от Курганчи на расстоянии приблизительно 1,5 км зафиксированных остатков огромного неукреплённого раннекердерского поселения со следами лёгких, вероятно, временных жилищ.
Полевая учебная археологическая практика на памятнике Курганча была проведена в 2008 году, когда практиканты под руководством археологов кафедры «Истории» добились больших результатов в раскопках на городище. Был получен комплекс керамики, бусы и очень характерные для VII—VIII веков огромные Хуми.